# To a God Unknown
To a God Unknown é um livro do escritor estadunidense John Steinbeck. Foi publicado em 1933. Em Portugal foi editado pelas edições "Livros do Brasil" com o título de "A um Deus Desconhecido". O título faz lembrar o episódio de quando São Paulo chegou a Atenas e se deparou com um altar ao deus desconhecido. No entanto Steinbeck inverteu a ordem e colocou em epígrafe um poema dos Vedas

## Resumo

### capitulo primeiro
O protagonista da narrativa, Joseph Wayne, deseja mudar-se para o Oeste. Pede ao seu pai, John Wayne (não confundir com o ator)para se mudar pra onde estão a distribuir terras gratuitamente.
John Wayne está relutante em conceder-lhe permissão. O pai tinha plane(j)ado que o seu filho se tornasse o chefe da família depois de morrer. Acaba por lhe dar a benção para ele (joseph) partir.
Quando chega a Primavera Joseph parte para a Califórnia.
Com o pai ficam os outros três irmãos de Joseph: Burton, Thomas e Benjamim.

### capítulo segundo
Joseph Wayne parte e instala-se num vale da Califórnia Central, relativamente próximo do mar (uma cordilheira separa-o do mar).
Fascinado com o seu novo sítio une-se à terra fazendo amor com ela.

### capítulo terceiro
Ao vale onde Joseph se instalou chegam os materiais de construção para fazer a casa.
Romas, um velho carroceiro, fala a Joseph da grande seca que assolou a região há uns anos. E conta para ele da grande festa que as pessoas fizeram quando a chuva terá regressado ao vale.
Juanito (um mestiço de indía com branco que alega ser descendente de castelhanos) conta para Willie um sonho que teve.

### capítulo quarto
Joseph começa a construir a sua casa na proximidade do grande carvalho. Juanito chega com uma carta do seu irmão Burton relacionado com a morte do pai John Burton. A carta também menciona as estranhas coisas que o pai tinha dito.
Joseph reage sem tristeza alguma. E sente que alma do pai veio habitar o velho carvalho.
Joseph escreve uma carta aos irmãos convidando-os a virem viver com ele.

### capítulo quinto
Os irmãos de Joseph (Burton, Thomas e Benjamim) chegam ao Vale de Nossa Senhora com as respectivas famílias.

### capítulo sexto
Os irmãos instalam-se no vale e formam uma única comunidade. Joseph é o chefe, funcionando como patriarca, para essa comunidade.
Joseph interessa-se apenas pela fecundidade da terra e pela fecundidade dos animais. Tem um desejo que tudo floresça na sua nova terra. Burton censura-lhe o demasiado interesse que ele manifesta pela fecundação das vacas.
Joseph, Thomas e Juanito percorrem o vale a cavalo. Thomas fala dos anos da seca. Joseph explica-lhe o seu procedimento com o carvalho.
Os três homens vão dar à clareira dentro de um bosque de pinheiros. Thomas reage com medo do lugar. Joseph acalma-o. E explica-lhe que se trata de um lugar sagrado.

### capítulo sétimo
No vale de Nossa Senhora (designado no livro em espanhol por Nuestra Senora) é colocada uma jovem professora chamada Elisabeth McGregor. Ela é culta e bonita chamando assim a atenção. Joseph, de uma maneira muito direta, até abrupta, vai visitá-la e pede-a em casamento. Ela pede tempo para pensar.

### capítulo oitavo
Joseph faz uma segunda visita à nova professora, Elisabeth. Esta continua indecisa quanto ao pedido de casamento. Dão uma volta junto ao rio. Quando a jovem Elisabeth está prestes a ceder ouve-se a voz de Benjamin, bêbado, a cantar. Elisabeth vai para casa e fica a pensar em Benjamin. Fica com pensamentos contraditórios amor/ódio em relação a este. No entanto decide-se a casar com Joseph.